# Burl Barer
Burl Barer, né le 8 aout 1947 à Walla Walla, dans l'État de Washington, est un historien et un écrivain américain de roman policier. Il est principalement connu pour ses travaux autour du personnage Le Saint de Leslie Charteris.

## Biographie
Il débute comme animateur et producteur d'émissions pour la radio. Il travaille ensuite dans la publicité à destination de la télévision.
Il publie en 1993 un premier livre, mi-essai, mi-roman, intitulé The Saint qui reprend et analyse le personnage de Simon Templar, dit Le Saint, inventé par Leslie Charteris en 1928. Il obtient pour ce titre le Prix Edgar-Allan-Poe du meilleur livre de poche original en 1994.
Il publie ensuite un ouvrage sur les coulisses du film Maverick, puis un récit de l'enquête policière sur la disparition fictive de l'homme d'affaires Phil Champagne.
Il novélise en 1997 le film Le Saint de Phillip Noyce et fait paraître le roman Capture The Saint pour fêter les quatre-vingt ans de la création du personnage. Il se spécialise alors dans les récits d'enquêtes policières et continue son travail autour du personnage de Simon Templar, devenant l'un des experts en ce domaine.
En 2013, il est consultant pour le téléfilm The Saint.

## Œuvre

### Roman
- Capture The Saint (1997)

### Autres romans et essais
- The Saint (1993)
- Maverick : The Making of Movie (1994)
- Man Overboard (1995)
- Headlock (2000)
- Murder In The Family (2000)
- Head Shot (2001)
- Body Count (2002)
- The Saint, A Complete History (2003)
- Broken Doll (2004)
- Mom Said Kill (2008)
- Fatal Beauty (2011)

### Novélisation
- The Saint (1997) Publié en français sous le titre Le Saint, Paris, éditions J'ai lu. Roman no 4464, 1997  (ISBN 2-290-04464-4)

## Récompenses
- Prix Edgar-Allan-Poe 1994 du meilleur livre de poche original pour The Saint.

## Sources
- (en) Biographie et bibliographie
- « Burl Barer » (présentation), sur l'Internet Movie Database